# Grivel (Fahrzeughersteller)

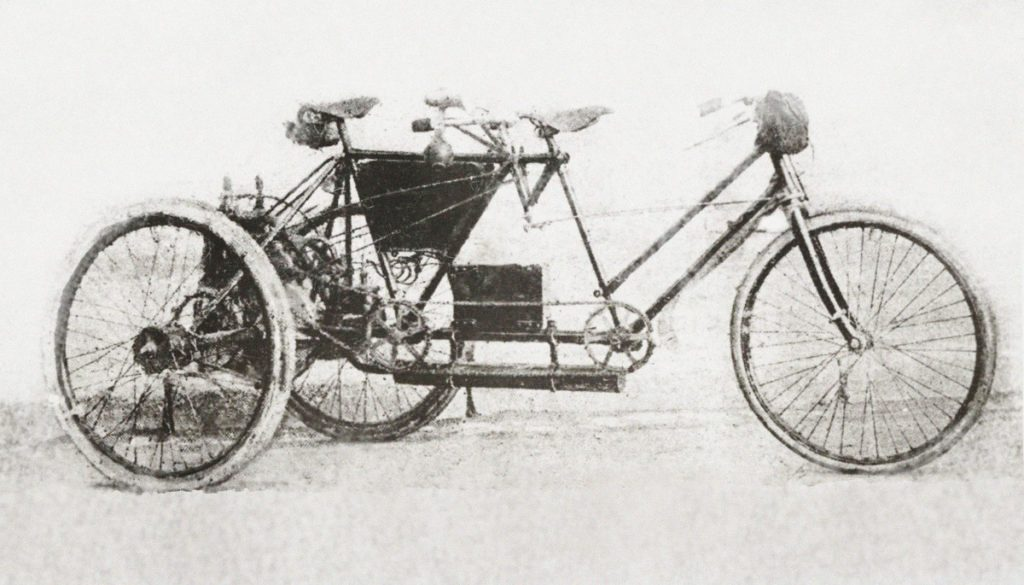
Grivel Tricycle-Tandem 2 CV (1896)

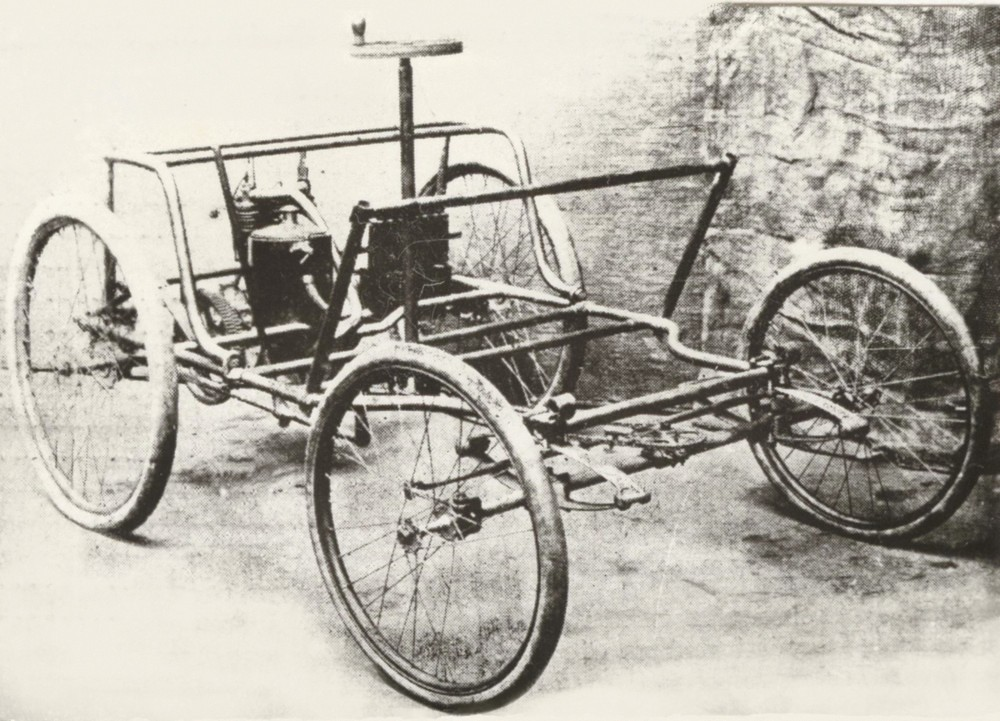
Grivel Quadricycle 2 CV (1897)

Grivel war ein französischer Hersteller von Automobilen.

## Unternehmensgeschichte
Herr Grivel leitete das Unternehmen. Der Sitz war in Neuilly-sur-Seine. Für die Jahre 1896 und 1897 ist die Kraftfahrzeugproduktion bekannt. Der Markenname lautete Grivel.

## Fahrzeuge
1896 nahm ein Grivel Tricycle-Tandem am Rennen Paris–Marseille teil und erlitt einen Unfall. Das Fahrzeug wurde von einem luftgekühlten, horizontalen Zweizylinder-Ottomotor, der 2 PS leistete, angetrieben.
1897 war ein vierrädriges Fahrzeug mit Heckmotor erhältlich, das als Quadricycle bezeichnet wurde. Es hatte einen Rohrrahmen und den gleichen 2-PS-Motor wie im Tricycle-Tandem. Die Antriebskraft wurde mit Getriebe direkt auf die Hinterachse übertragen. Das Gesamtgewicht betrug 180 kg. Andere Quellen bestätigen das Quadricycle mit luftgekühltem Zweizylindermotor im Heck für das Jahr 1897.